# Liga ASOBAL de 2011–12
A Liga ASOBAL de 2011–2012 foi a 22º edição da Liga ASOBAL como primeira divisão do handebol espanhol. Com 16 equipes participantes o campeão foi o FC Barcelona Handbol.